# トレンガヌ州
トレンガヌ州（トレンガヌしゅう、ラテン文字: Terengganu, アラビア文字: ترڠڬانو ）は、マレーシアの州。

## 概要
マレー半島東海岸における北部に位置し、西をクランタン州、南をパハン州に隣接する。東岸は南シナ海に面している。レダン島（Pulau Redang）、プルフンティアン島（Pulau Perhentian）、カパス島（Pulau Kapas）もこの州の一部である。
中国語では「丁加奴」と記される。15世紀に明の鄭和が寄航した「丁機宜」もここと比定されている。
スルターンが治めている立憲君主制をとる。トレンガヌ州のスルターンに対する尊称は「Darul Iman」。
州都はクアラ・トレンガヌである。

## 隣接州
- パハン州
- クランタン州

## 州政府の地方行政区分
- ブスッ郡（Daerah Besut）
- ドゥングン郡（Daerah Dungun）
- フル・トレンガヌ郡（Daerah Hulu Terengganu）
- クママン郡（Daerah Kemaman）
- (Daerah Kuala Nerus)
- クアラ・トレンガヌ郡（Daerah Kuala Terengganu）
- マラン郡（Daerah Marang）
- スティウ郡（Daerah Setiu）

## 地方自治体
- 特別市

クアラ・トレンガヌ特別市（Majlis Bandaraya Kuala Terengganu）
- 市

クママン市（Majlis Perbandaran Kemaman）
ドゥングン市（Majlis Perbandaran Dungun）
- 町

ブスッ町（Majlis Daerah Besut）
ハル・トレガンヌ町（Majlis Daerah Hulu Terengganu）
マラン町（Majlis Daerah Marang）
スティウ町（Majlis Daerah Setiu）

## 産業
沿岸部の一部で石油や天然ガスの採掘が行われているものの、農業や漁業が中心である。
また、クアラ・トレンガヌから南へ数十キロ下ったドゥングン郡ランタウ・アバン村には、ウミガメが産卵する白い砂浜がある。透明な海に恵まれている事から、マリンスポーツなども盛んで、レダン島などの沿岸島嶼にはリゾートなどの開発も進められている。

## 名物
- クロポ・レコ：魚のすり身と小麦粉を練った揚げた食べ物
- ナシダガン：餅米にタマネギ、ショウガなどを混ぜて蒸した赤飯
- バティック：マレーシアのろうけつ染め
- ソンケット：金糸・銀糸の入った伝統的織物